# Anhelina Kalinina
Anhelina Serhiiivna Kalinina (în ucraineană Ангеліна Сергіївна Калініна; n. 7 februarie 1997, Nova Kahovka, regiunea Herson, Ucraina) este o jucătoare ucraineană de tenis. La 22 mai 2023, ea a atins locul 25 în clasamentul mondial la simplu, cel mai înalt nivel al carierei. La 3 aprilie 2023, la dublu, ea a ajuns pe locul 120. Ea a câștigat 15 titluri la simplu și trei titluri la dublu pe Circuitul ITF.